# Cat Zingano
Cathilee Deborah Zingano (född Albert), född 1 juli 1982 i Winona i Minnesota, är en amerikansk MMA-utövare som 2013-2019 tävlade i organisationen Ultimate Fighting Championship och som sedan oktober 2019 tävlar i Bellator.

## Karriär

### UFC
14 augusti 2019 offentliggjordes det att UFC släppt henne.

### Bellator
29 oktober 2019 meddelades det att hon skrivit på för Bellator.